# Кеннет I
Кеннет I (Кеннет Смелый или Кеннет мак-Альпин; гэльск. Cináed mac Ailpín, англ. Kenneth MacAlpin; ок. 810 — 13 февраля 858) — король Дал Риады с ок. 840 или 841 года, король пиктов с 843 года, сын короля Дал Риады Алпина II, родоначальник династии Макальпинов. Унаследовав корону Дал Риады, Кеннет в 843—850 годах присоединил к своим владениям королевство пиктов, после чего скотты стали массово переселяться в завоёванные земли, предопределив последующую ассимиляцию пиктов. Столицей его королевства стал Фортевиот. Также он воевал с бриттами из королевства Стратклайд и данами, вторгшимися в Пиктланд. Кроме того, Кеннет перевёз в свои новые владения реликвии, включая знаменитый коронационный камень, из покинутого монастыря на Айоне, в котором из-за постоянных набегов викингов стало невозможно жить.
Кеннет I традиционно считается основателем королевства, первоначально известного под названием Альба, которое позже стало называться Шотландией, хотя он сам, как и его ближайшие преемники носил титул короля пиктов. Одна из хроник называет Кеннета первым законодателем скоттов, однако его законы до нашего времени не дошли.

## Биография

### Происхождение
Согласно генеалогии шотландских королей, Кеннет был сыном Алпина (Альпина) II, правителя Дал Риады — королевства, располагавшегося в западной Шотландии. Алпин считается внуком знаменитого короля Дал Риады Аэда Белого, происходившего из королевского рода Габран (гэльск. n'Gabrain), представители которого правили в шотландской Дал Риаде. «Синхроникон ирландских королей», основанный на королевских списках, помещает Алпина среди королей Шотландии. При этом современные исследователи проявляют некоторый скептицизм по поводу как правления в Дал Риаде Алпина, так и его происхождения от Аэда Белого, считая, что эти сведения являются результатом пропусков, допущенных переписчиками в некоторых текстах. Сама родословная королей Шотландии и Дал Риады, объединённых в одну династию, восходит к протографу, датированному правлением короля Малькольма III (2-я половина XI века).
Об отце Кеннета, Алпине, известно мало. В некоторых списках королей Дал Риады указано, что он правил в 841—843 годах, однако в этих списках содержится множество ошибок переписчиков, поэтому даты его правления неясны. В «Хантингдонской хронике» (конец XIII века) указано, что Алпин разбил пиктов в Гэллоуэе, но в том же году сам был разбит пиктами и в этой битве погиб. Хроника датой смерти Алпина указывает 20 июля 834 года, эта дата принята в некоторых источниках, однако ряд исследователей считает, что если дата 20 июля, вероятно, скопирована из другого источника, то год получился путём пересчёта длин царствования в ошибочном королевском списке, поэтому смерть Алпина относят к 840 или 841 году.
Мать Алпина, отца Кеннета, возможно, была пиктской принцессой — сестрой королей Константина и Энгуса II. Поскольку у пиктов корона наследовалась по женской линии, то это происхождение дало в будущем Кеннету, сыну Алпина, право претендовать на пиктскую корону.
Известно, что у Кеннета был как минимум один брат — Домнал (Дональд) I, ставший его преемником.

### Завоевание Пиктавии
Кеннет родился около 810 году на острове Айона. Он наследовал отцу в Дал Риаде в 840 или 841 году. Одним из основных источником по биографии Кеннета является созданная в X веке «Хроника королей Альбы» («Шотландская хроника»). В ней указывается, что Кеннет правил в Дал Риаде 2 года, прежде чем «приехал в Пиктавию». «Уничтожив» пиктов, он правил в земле пиктов в течение 16 лет. Поскольку согласно «Анналам Ульстера» Кеннет умер в 858 году, то королём пиктов Кеннет должен был стать в 842 или 843 году. «Хроника Мелроза» приводит дату 843 год, она в настоящее время является общепринятой, хотя в некоторых источниках встречаются даты от 841 до 856 годов.
В первой половине IX века положение в Дал Риаде серьёзно ухудшилось. Территория королевства состояла из неудобных и узких участков, причём почти все области были горными. Кроме того, его владения были зажаты с разных сторон: на юге располагалось могущественное бритское королевство Стратклайд, на востоке располагались горы Друмалбан. Перемещаться между отдельными частями Дал Риады было трудно, кроме того большая часть земли не была плодородной и территория королевства в это время сильно сократилась, потеряв западную часть, поскольку викинги, обосновавшиеся на Гебридских островах и совершавшие мародёрские набеги, оказались слишком близко к границе королевства. Возможно, что эти обстоятельства вынудили короля Дал Риады обратить внимание на королевство пиктов.
В Пиктавии после гибели короля Эоганана, которая согласно «Анналам Ульстера» произошла в 839 году, в королевских списках указывается, что пиктами последовательно правили Вурад, а затем Бруде VI. Согласно одному «Списку 1» Вурад правил 3 года, Бруде — 1 год. В «Списке 2» правление Вурада занимает 2 года, а Бруде (названный сыном Вурада) — 1 месяц. Кроме того, в «Списке 2» добавлено правление ещё трёх сыновей Вурада, на правление которых отводится 6 лет. На основании этих продолжительностей правления королевство Пиктов прекратило своё существование в 849 или 850 году. Многие позднейшие источники также указывают в качестве даты объединения королевств пиктов и скоттов 850 год. В «Списке 2» также сообщается, что последний король пиктов был убит в Фортревиоте или в Скуне. Вероятно это сообщение относится к известной в XII веке в Ирландии и Шотландии истории, известной как «Предательство в Скуне», согласно которой пиктская знать, которая была приглашена скоттами на совет или пир, была предательски убита. При этом 843 год в качестве даты начала правления Кеннета в качестве короля пиктов хорошо согласуется с данными «Списка 1».
Обстоятельства завоевания королевства пиктов Кеннетом в источниках не освещаются. При этом ни в каких хрониках не утверждается, что Кеннет продолжал военную кампанию, начатую отцом. Также источники не сообщают о том, что у него были какие-то права на пиктскую корону, хотя современные исследователи предполагают, что Кеннет всё же либо был потомком королей пиктов по женской линии, либо его жена могла быть пиктской принцессой. Вероятно, что гибель в 839 году пиктского короля Эоганан в битве против вторгшихся данов, вместе с которым погибло и множество пиктов, серьёзно ослабило военную мощь пиктов. Не исключено, что завоевание Кеннетом пиктов началось как мятеж против их владычества. «Хантингдонская хроника» даёт следующую интерпретацию последовавших за гибелью Эоганана событий: 

когда датские пираты… в огромной резне уничтожили пиктов, которые защищали свою страну, Кеннет вошел на оставшиеся территории пиктов.
Вероятно, что вторгшись в Пиктавию, Кеннет уничтожил пиктских вождей и пиктскую армию, после чего опустошил страну. Указанные в «Списке 2» 3 короля, вероятно, были претендентами на трон. При этом ирландские анналы во время военной кампании 843—850 годов не зафиксировали ни одной битвы, что, по предположению И. Хендерсон, служит доказательством того, что серьёзного сопротивления Кеннет не встретил.

### Король скоттов и пиктов

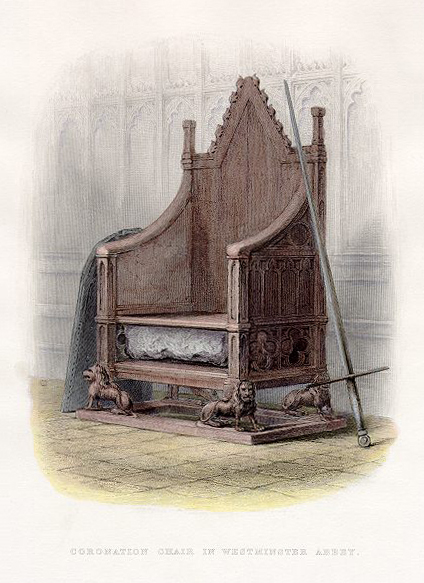
Скунский камень в основании коронационного трона

По исторической традиции считается, что после присоединения Кеннетом королевства пиктов к королевству скоттов (Дал Риады) было образовано новое королевство, называвшееся гэльским названием Альба, которое позже было вытеснено названием Скотия или Шотландия. Титул правителей королевства изначально звучал как «король Альбы» (гэльск. Righ nan Albannach). Сам Кеннет в поздних королевских списках указывается как первый король Шотландии. Однако современные исследователи полагают, что окончательное объединение королевства произошло полвека спустя, а главным политическим достижением Кеннета следует считать создание новой династии, которая стремилась к господству над всей Шотландией, при которой скотты настолько доминировали над пиктами, что их язык и государственные институты быстро исчезли.
После завоевания Пиктландии на земли пиктов начали массово переселяться скотты из Дал Риады. Список королей пиктов обрывается на 850 году, однако примерно в это же время обрывается и список королей Дал Риады. Это свидетельствует о том, что независимых королей Дал Риады больше не существовало. Кроме того, Кеннет и его администрация также перебрались в Пиктландию. Возможно, что и ранее скотты переселялись во владения пиктов, не исключено, что именно наличие таких поселений обусловило выбор в качестве столицы королевства Скун. В ставший основным центром шотландской церкви Данкельд, Кеннет по сообщению «Шотландской хроники» в 848 или 849 году перевёз реликвии из покинутого монастыря на Айоне, в котором из-за постоянных набегов викингов стало невозможно жить. Также из Айоны в Скун был доставлен знаменитый коронационный камень. Согласно археологическим исследованиям вероятно первоначально королевской резиденцией был Фортевиот, однако после смерти короля Дональда I это место в хрониках больше не упоминается. Вероятно именно массовая миграция скоттов на восток предопределила последующую ассимиляцию пиктов. Хотя в ирландских анналах до начала X века упоминается титул короля пиктов, но это не говорит о том, что пикты продолжали сохранять какую-то самостоятельность. Пиктская система гражданского и церковного права была полностью заменена на систему права скоттов, вероятно что и в остальных сферах жизни были проведены подобные преобразования. Пиктам пришлось смириться с положением покорённого народа.
Другие события правления Кеннета «Шотландская хроника» перечисляет без привязки к датам. Так, он 6 раз вторгался в принадлежавший Нортумбрии Лотиан, где захватил и сжёг Мелроз и Данбар. Также на его владения напали бриты из королевства Стратклайд и сожгли Данблейн. Кроме того, даны опустошили Пиктавию «до Клани и Данкельда».
Также Кеннет укрепил свою власть брачными союзами с соседями, выдав своих дочерей за королей Стратклайда и Ирландии. «Хроника Мелроза» пишет, что Кеннет был первым законодателем скоттов, однако его законы до нашего времени не дошли.

### Наследство
По сообщению «Анналов Ульстера» Кеннет умер в 858 году. «Шотландская хроника» упоминает, что он умер в феврале от опухоли в Фортевиоте, возможно, 13 февраля, однако прочтение даты вызывает сомнения. Похоронили его на Айоне. Поскольку в королевстве действовала система наследования танистри, то Кеннету наследовал не старший сын, а брат, Домнал (Дональд) I. Только после смерти Дональда престол последовательно занимали сыновья Кеннета, Константин I и Аэд, основавших 2 ветви рода, за которым в более поздних источниках закрепилось прозвание династии Макальпинов, представители которого управляли Шотландией до начала XI века.
Современные Кеннету ирландские анналы дают ему и его ближайшим преемникам титул «король пиктов». При этом они не называют Кеннета «королём Фортиу», этот титул упоминается только к четырём пиктским королям VII—IX веков. Возможно, что использование титула короля пиктов подразумевало претензии Кеннета и его ближайших преемников на все земли, в которых жили пикты, но существует очень мало свидетельств того, насколько далеко простирались их владения.

### Брак и дети
Имя жены Кеннета неизвестно. Существует гипотеза, что она могла быть пиктской принцессой. Дети:
- Константин I (ум. ок. 876), король Альбы с ок. 863[2][4];
- Аэд (Эд) Белоногий (ум. ок. 878), король Альбы с ок. 876[2][4];
- дочь; муж: Рун (ум. ок. 878), король Стратклайда с 872; их сыном был Эохейд (ум. ок. 889), король Стратклайда, который с ок. 878 года был королём Альбы[2][4];
- Маэл Муир; муж: Аэд Финдлиат (ум. в 879 году), верховный король Ирландии с 862 или 863 года, король Айлеха с 855 года[2][4].

Также существует теория, что дочерью Кеннета могла быть жена Олава I Белого (ок. 840—871), короля Дублина с 856.